# Nasenbeutler
Die Nasenbeutler oder Beuteldachse (Peramelemorphia) sind eine Ordnung der Beutelsäuger mit drei Familien und 24 Arten, wovon 4 Arten als ausgestorben gelten. Nach ihrem englischen Namen (Bandicoots) werden diese Tiere auch manchmal als Bandikuts bezeichnet. Der Begriff stammt aus der südindischen Sprache Telugu und bedeutet „Schweineratte“; er wurde ursprünglich für eine Nagetiergattung, die Bandikutratten (Bandicota) verwendet.

## Beschreibung
Nasenbeutler sind kleine bis mittelgroße, bodenbewohnende Tiere. Ihren Namen verdanken sie ihrer langen, spitzen Schnauze. Die Hinterbeine sind länger als die Vorderbeine, was zu einer hoppelnden Fortbewegungsweise führt. Krallen an den Vorderbeinen dienen zum Graben nach Nahrung.
Allen Nasenbeutlern gemeinsam ist die bodenbewohnende Lebensweise; Unterschiede finden sich jedoch in der Besiedlung von Lebensräumen, die von sandigen Wüstengebieten bis hin zum feuchten Regenwald reichen.

## Verbreitung und Lebensraum
Nasenbeutler kommen in Australien, Neuguinea und auf einigen Inseln des östlichen Indonesiens vor. Sie bevölkern eine Vielzahl von Habitaten, von wüstenartigen Gebieten bis hin zu tropischen Regenwäldern.

## Lebensweise
Nasenbeutler sind – außer in der Paarungszeit – strikte Einzelgänger, die Artgenossen gegenüber feindselig reagieren. Viele Arten zeigen ein Territorialverhalten, ihr Territorium wird mit Duftmarkierungen gekennzeichnet. Neben dem Geruchssinn spielt der Hörsinn eine wichtige Rolle. Nasenbeutler sind meist nachtaktiv, den Tag verbringen sie in selbstgegrabenen Höhlen, Mulden oder Grasnestern, die oft geschützt in flachen Mulden oder hinter Büschen liegen. Auch hohle Baumstämme oder verlassene Kaninchenbaue nehmen sie gelegentlich an. Nasenbeutler, die in ihrem Nest von einem Feind überrascht werden, brechen völlig unberechenbar und ungerichtet aus. Mit diesem Verhalten gelingt es ihnen in den meisten Fällen, ihren Gegner zu verwirren und zu entkommen.

## Nahrung
Nasenbeutler sind Allesfresser, ihr Speiseplan reicht von Insekten über kleine Wirbeltiere (Mäuse, Echsen und andere) bis zu pflanzlichem Material wie Früchten oder Samen. Ihre Nahrung spüren sie mit der langen Schnauze auf der Erdoberfläche oder in selbstgegrabenen Löchern auf. Das spitzhöckrige Gebiss der Nasenbeutler, bestehend aus 46 bis 48 Zähnen, ähnelt eher dem der Raubbeutler.

## Fortpflanzung
Generell haben Nasenbeutler eine kurze Tragzeit, sie beträgt oft nur zwei Wochen. Im Gegensatz zu anderen Beuteltieren ist bei ihnen eine primitive Plazenta vorhanden. Die Beutel sind gut entwickelt und öffnen sich nach hinten. Neugeborene haben oft Krallen, um den Beutel der Mutter zu erreichen, diese fallen anschließend ab. Nasenbeutler haben sechs bis zehn Zitzen, es werden aber meist nur zwei bis fünf Junge geboren. Dies resultiert daher, dass oft unmittelbar nach dem Abstillen neue Jungtiere zur Welt kommen, für diese sind die Zitzen, mit denen die älteren Jungtiere gesäugt wurden, zu groß, sodass sie sich an die anderen Zitzen hängen.

## Bedrohung
Die Nasenbeutler sind durch die Ankunft der Europäer stärker als andere australische Beuteltiergruppen in ihrem Bestand gefährdet. Die Bedrohung durch eingeschleppte Raubtiere wie Füchse und Katzen, die Konkurrenz durch Schafe und Hasen und der Lebensraumverlust durch Besiedelung haben dazu geführt, dass zumindest drei der 22 Arten schon ausgestorben sind. Bei einigen anderen Arten ist die Datenlage so dürftig, dass sie womöglich ebenfalls verschwunden sind.

## Systematik
Heute wird die Ordnung der Nasenbeutler in drei Familien eingeteilt:
- Die Schweinsfuß-Nasenbeutler (Chaeropodidae) umfassen zwei ausgestorbene Arten.
- Die Kaninchennasenbeutler (Thylacomyidae) bestehen aus zwei Arten inklusive einer ausgestorbenen Art.
- Die Eigentlichen Nasenbeutler (Peramelidae) fassen die übrigen 21 Arten mit zwei ausgestorbenen Arten zusammen. Sie teilen sich in drei Unterfamilien:[1]
  - Die Australischen Nasenbeutler (Peramelinae) bewohnen eher trockene Habitate und weisen einen abgeflachten Schädel auf. Sie umfassen zwei Gattungen, die Kurznasenbeutler (Isoodon) mit vier Arten und die Langnasenbeutler (Perameles) mit sechs Arten, wovon zwei Arten als ausgestorben gelten.
  - Die Großen Neuguinea-Nasenbeutler (Peroryctinae) umfassen zwei Arten in einer Gattung, die auf Neuguinea leben.
  - Die Neuguinea-Nasenbeutler (Echymiperinae) leben vorrangig in Regenwäldern und haben einen zylinderförmigen Schädel. Diese Gruppe umfasst zehn Arten in drei Gattungen.

Ein Kladogramm der Nasenbeutler sieht folgendermaßen aus:
|  | Schweinsfuß-Nasenbeutler (Chaeropodidae) |
|  |                                          |
|  | Kaninchennasenbeutler (Thylacomyidae)    |
|  |                                          |

|  | \| \| Ceram-Nasenbeutler (Rhynchomeles) \| \| \| \| \| \| Clara-Stachelnasenbeutler (E. clara) \| \| \| \| |
|  | |
|  | Stachelnasenbeutler (Echymipera)                                                                           |
|  | |
|  | Ceram-Nasenbeutler (Rhynchomeles)                                                                          |
|  | |
|  | Clara-Stachelnasenbeutler (E. clara)                                                                       |
|  | |

|  | Ceram-Nasenbeutler (Rhynchomeles)    |
|  |                                      |
|  | Clara-Stachelnasenbeutler (E. clara) |
|  |                                      |

|  | \| \| Ceram-Nasenbeutler (Rhynchomeles) \| \| \| \| \| \| Clara-Stachelnasenbeutler (E. clara) \| \| \| \| |
|  | |
|  | Stachelnasenbeutler (Echymipera)                                                                           |
|  | |
|  | Ceram-Nasenbeutler (Rhynchomeles)                                                                          |
|  | |
|  | Clara-Stachelnasenbeutler (E. clara)                                                                       |
|  | |

|  | Ceram-Nasenbeutler (Rhynchomeles)    |
|  |                                      |
|  | Clara-Stachelnasenbeutler (E. clara) |
|  |                                      |

|  | \| \| Ceram-Nasenbeutler (Rhynchomeles) \| \| \| \| \| \| Clara-Stachelnasenbeutler (E. clara) \| \| \| \| |
|  | |
|  | Stachelnasenbeutler (Echymipera)                                                                           |
|  | |
|  | Ceram-Nasenbeutler (Rhynchomeles)                                                                          |
|  | |
|  | Clara-Stachelnasenbeutler (E. clara)                                                                       |
|  | |

|  | Ceram-Nasenbeutler (Rhynchomeles)    |
|  |                                      |
|  | Clara-Stachelnasenbeutler (E. clara) |
|  |                                      |

|  | \| \| Ceram-Nasenbeutler (Rhynchomeles) \| \| \| \| \| \| Clara-Stachelnasenbeutler (E. clara) \| \| \| \| |
|  | |
|  | Stachelnasenbeutler (Echymipera)                                                                           |
|  | |
|  | Ceram-Nasenbeutler (Rhynchomeles)                                                                          |
|  | |
|  | Clara-Stachelnasenbeutler (E. clara)                                                                       |
|  | |

|  | Ceram-Nasenbeutler (Rhynchomeles)    |
|  |                                      |
|  | Clara-Stachelnasenbeutler (E. clara) |
|  |                                      |

|  | Langnasenbeutler (Perameles) |
|  |                              |
|  | Kurznasenbeutler (Isoodon)   |
|  |                              |

|  | \| \| Ceram-Nasenbeutler (Rhynchomeles) \| \| \| \| \| \| Clara-Stachelnasenbeutler (E. clara) \| \| \| \| |
|  | |
|  | Stachelnasenbeutler (Echymipera)                                                                           |
|  | |
|  | Ceram-Nasenbeutler (Rhynchomeles)                                                                          |
|  | |
|  | Clara-Stachelnasenbeutler (E. clara)                                                                       |
|  | |

|  | Ceram-Nasenbeutler (Rhynchomeles)    |
|  |                                      |
|  | Clara-Stachelnasenbeutler (E. clara) |
|  |                                      |

|  | \| \| Ceram-Nasenbeutler (Rhynchomeles) \| \| \| \| \| \| Clara-Stachelnasenbeutler (E. clara) \| \| \| \| |
|  | |
|  | Stachelnasenbeutler (Echymipera)                                                                           |
|  | |
|  | Ceram-Nasenbeutler (Rhynchomeles)                                                                          |
|  | |
|  | Clara-Stachelnasenbeutler (E. clara)                                                                       |
|  | |

|  | Ceram-Nasenbeutler (Rhynchomeles)    |
|  |                                      |
|  | Clara-Stachelnasenbeutler (E. clara) |
|  |                                      |

|  | \| \| Ceram-Nasenbeutler (Rhynchomeles) \| \| \| \| \| \| Clara-Stachelnasenbeutler (E. clara) \| \| \| \| |
|  | |
|  | Stachelnasenbeutler (Echymipera)                                                                           |
|  | |
|  | Ceram-Nasenbeutler (Rhynchomeles)                                                                          |
|  | |
|  | Clara-Stachelnasenbeutler (E. clara)                                                                       |
|  | |

|  | Ceram-Nasenbeutler (Rhynchomeles)    |
|  |                                      |
|  | Clara-Stachelnasenbeutler (E. clara) |
|  |                                      |

|  | \| \| Ceram-Nasenbeutler (Rhynchomeles) \| \| \| \| \| \| Clara-Stachelnasenbeutler (E. clara) \| \| \| \| |
|  | |
|  | Stachelnasenbeutler (Echymipera)                                                                           |
|  | |
|  | Ceram-Nasenbeutler (Rhynchomeles)                                                                          |
|  | |
|  | Clara-Stachelnasenbeutler (E. clara)                                                                       |
|  | |

|  | Ceram-Nasenbeutler (Rhynchomeles)    |
|  |                                      |
|  | Clara-Stachelnasenbeutler (E. clara) |
|  |                                      |

|  | Langnasenbeutler (Perameles) |
|  |                              |
|  | Kurznasenbeutler (Isoodon)   |
|  |                              |

|  | Schweinsfuß-Nasenbeutler (Chaeropodidae) |
|  |                                          |
|  | Kaninchennasenbeutler (Thylacomyidae)    |
|  |                                          |

|  | \| \| Ceram-Nasenbeutler (Rhynchomeles) \| \| \| \| \| \| Clara-Stachelnasenbeutler (E. clara) \| \| \| \| |
|  | |
|  | Stachelnasenbeutler (Echymipera)                                                                           |
|  | |
|  | Ceram-Nasenbeutler (Rhynchomeles)                                                                          |
|  | |
|  | Clara-Stachelnasenbeutler (E. clara)                                                                       |
|  | |

|  | Ceram-Nasenbeutler (Rhynchomeles)    |
|  |                                      |
|  | Clara-Stachelnasenbeutler (E. clara) |
|  |                                      |

|  | \| \| Ceram-Nasenbeutler (Rhynchomeles) \| \| \| \| \| \| Clara-Stachelnasenbeutler (E. clara) \| \| \| \| |
|  | |
|  | Stachelnasenbeutler (Echymipera)                                                                           |
|  | |
|  | Ceram-Nasenbeutler (Rhynchomeles)                                                                          |
|  | |
|  | Clara-Stachelnasenbeutler (E. clara)                                                                       |
|  | |

|  | Ceram-Nasenbeutler (Rhynchomeles)    |
|  |                                      |
|  | Clara-Stachelnasenbeutler (E. clara) |
|  |                                      |

|  | \| \| Ceram-Nasenbeutler (Rhynchomeles) \| \| \| \| \| \| Clara-Stachelnasenbeutler (E. clara) \| \| \| \| |
|  | |
|  | Stachelnasenbeutler (Echymipera)                                                                           |
|  | |
|  | Ceram-Nasenbeutler (Rhynchomeles)                                                                          |
|  | |
|  | Clara-Stachelnasenbeutler (E. clara)                                                                       |
|  | |

|  | Ceram-Nasenbeutler (Rhynchomeles)    |
|  |                                      |
|  | Clara-Stachelnasenbeutler (E. clara) |
|  |                                      |

|  | \| \| Ceram-Nasenbeutler (Rhynchomeles) \| \| \| \| \| \| Clara-Stachelnasenbeutler (E. clara) \| \| \| \| |
|  | |
|  | Stachelnasenbeutler (Echymipera)                                                                           |
|  | |
|  | Ceram-Nasenbeutler (Rhynchomeles)                                                                          |
|  | |
|  | Clara-Stachelnasenbeutler (E. clara)                                                                       |
|  | |

|  | Ceram-Nasenbeutler (Rhynchomeles)    |
|  |                                      |
|  | Clara-Stachelnasenbeutler (E. clara) |
|  |                                      |

|  | Langnasenbeutler (Perameles) |
|  |                              |
|  | Kurznasenbeutler (Isoodon)   |
|  |                              |

|  | \| \| Ceram-Nasenbeutler (Rhynchomeles) \| \| \| \| \| \| Clara-Stachelnasenbeutler (E. clara) \| \| \| \| |
|  | |
|  | Stachelnasenbeutler (Echymipera)                                                                           |
|  | |
|  | Ceram-Nasenbeutler (Rhynchomeles)                                                                          |
|  | |
|  | Clara-Stachelnasenbeutler (E. clara)                                                                       |
|  | |

|  | Ceram-Nasenbeutler (Rhynchomeles)    |
|  |                                      |
|  | Clara-Stachelnasenbeutler (E. clara) |
|  |                                      |

|  | \| \| Ceram-Nasenbeutler (Rhynchomeles) \| \| \| \| \| \| Clara-Stachelnasenbeutler (E. clara) \| \| \| \| |
|  | |
|  | Stachelnasenbeutler (Echymipera)                                                                           |
|  | |
|  | Ceram-Nasenbeutler (Rhynchomeles)                                                                          |
|  | |
|  | Clara-Stachelnasenbeutler (E. clara)                                                                       |
|  | |

|  | Ceram-Nasenbeutler (Rhynchomeles)    |
|  |                                      |
|  | Clara-Stachelnasenbeutler (E. clara) |
|  |                                      |

|  | \| \| Ceram-Nasenbeutler (Rhynchomeles) \| \| \| \| \| \| Clara-Stachelnasenbeutler (E. clara) \| \| \| \| |
|  | |
|  | Stachelnasenbeutler (Echymipera)                                                                           |
|  | |
|  | Ceram-Nasenbeutler (Rhynchomeles)                                                                          |
|  | |
|  | Clara-Stachelnasenbeutler (E. clara)                                                                       |
|  | |

|  | Ceram-Nasenbeutler (Rhynchomeles)    |
|  |                                      |
|  | Clara-Stachelnasenbeutler (E. clara) |
|  |                                      |

|  | \| \| Ceram-Nasenbeutler (Rhynchomeles) \| \| \| \| \| \| Clara-Stachelnasenbeutler (E. clara) \| \| \| \| |
|  | |
|  | Stachelnasenbeutler (Echymipera)                                                                           |
|  | |
|  | Ceram-Nasenbeutler (Rhynchomeles)                                                                          |
|  | |
|  | Clara-Stachelnasenbeutler (E. clara)                                                                       |
|  | |

|  | Ceram-Nasenbeutler (Rhynchomeles)    |
|  |                                      |
|  | Clara-Stachelnasenbeutler (E. clara) |
|  |                                      |

|  | Langnasenbeutler (Perameles) |
|  |                              |
|  | Kurznasenbeutler (Isoodon)   |
|  |                              |

|  | Schweinsfuß-Nasenbeutler (Chaeropodidae) |
|  |                                          |
|  | Kaninchennasenbeutler (Thylacomyidae)    |
|  |                                          |

|  | \| \| Ceram-Nasenbeutler (Rhynchomeles) \| \| \| \| \| \| Clara-Stachelnasenbeutler (E. clara) \| \| \| \| |
|  | |
|  | Stachelnasenbeutler (Echymipera)                                                                           |
|  | |
|  | Ceram-Nasenbeutler (Rhynchomeles)                                                                          |
|  | |
|  | Clara-Stachelnasenbeutler (E. clara)                                                                       |
|  | |

|  | Ceram-Nasenbeutler (Rhynchomeles)    |
|  |                                      |
|  | Clara-Stachelnasenbeutler (E. clara) |
|  |                                      |

|  | \| \| Ceram-Nasenbeutler (Rhynchomeles) \| \| \| \| \| \| Clara-Stachelnasenbeutler (E. clara) \| \| \| \| |
|  | |
|  | Stachelnasenbeutler (Echymipera)                                                                           |
|  | |
|  | Ceram-Nasenbeutler (Rhynchomeles)                                                                          |
|  | |
|  | Clara-Stachelnasenbeutler (E. clara)                                                                       |
|  | |

|  | Ceram-Nasenbeutler (Rhynchomeles)    |
|  |                                      |
|  | Clara-Stachelnasenbeutler (E. clara) |
|  |                                      |

|  | \| \| Ceram-Nasenbeutler (Rhynchomeles) \| \| \| \| \| \| Clara-Stachelnasenbeutler (E. clara) \| \| \| \| |
|  | |
|  | Stachelnasenbeutler (Echymipera)                                                                           |
|  | |
|  | Ceram-Nasenbeutler (Rhynchomeles)                                                                          |
|  | |
|  | Clara-Stachelnasenbeutler (E. clara)                                                                       |
|  | |

|  | Ceram-Nasenbeutler (Rhynchomeles)    |
|  |                                      |
|  | Clara-Stachelnasenbeutler (E. clara) |
|  |                                      |

|  | \| \| Ceram-Nasenbeutler (Rhynchomeles) \| \| \| \| \| \| Clara-Stachelnasenbeutler (E. clara) \| \| \| \| |
|  | |
|  | Stachelnasenbeutler (Echymipera)                                                                           |
|  | |
|  | Ceram-Nasenbeutler (Rhynchomeles)                                                                          |
|  | |
|  | Clara-Stachelnasenbeutler (E. clara)                                                                       |
|  | |

|  | Ceram-Nasenbeutler (Rhynchomeles)    |
|  |                                      |
|  | Clara-Stachelnasenbeutler (E. clara) |
|  |                                      |

|  | Langnasenbeutler (Perameles) |
|  |                              |
|  | Kurznasenbeutler (Isoodon)   |
|  |                              |

|  | \| \| Ceram-Nasenbeutler (Rhynchomeles) \| \| \| \| \| \| Clara-Stachelnasenbeutler (E. clara) \| \| \| \| |
|  | |
|  | Stachelnasenbeutler (Echymipera)                                                                           |
|  | |
|  | Ceram-Nasenbeutler (Rhynchomeles)                                                                          |
|  | |
|  | Clara-Stachelnasenbeutler (E. clara)                                                                       |
|  | |

|  | Ceram-Nasenbeutler (Rhynchomeles)    |
|  |                                      |
|  | Clara-Stachelnasenbeutler (E. clara) |
|  |                                      |

|  | \| \| Ceram-Nasenbeutler (Rhynchomeles) \| \| \| \| \| \| Clara-Stachelnasenbeutler (E. clara) \| \| \| \| |
|  | |
|  | Stachelnasenbeutler (Echymipera)                                                                           |
|  | |
|  | Ceram-Nasenbeutler (Rhynchomeles)                                                                          |
|  | |
|  | Clara-Stachelnasenbeutler (E. clara)                                                                       |
|  | |

|  | Ceram-Nasenbeutler (Rhynchomeles)    |
|  |                                      |
|  | Clara-Stachelnasenbeutler (E. clara) |
|  |                                      |

|  | \| \| Ceram-Nasenbeutler (Rhynchomeles) \| \| \| \| \| \| Clara-Stachelnasenbeutler (E. clara) \| \| \| \| |
|  | |
|  | Stachelnasenbeutler (Echymipera)                                                                           |
|  | |
|  | Ceram-Nasenbeutler (Rhynchomeles)                                                                          |
|  | |
|  | Clara-Stachelnasenbeutler (E. clara)                                                                       |
|  | |

|  | Ceram-Nasenbeutler (Rhynchomeles)    |
|  |                                      |
|  | Clara-Stachelnasenbeutler (E. clara) |
|  |                                      |

|  | \| \| Ceram-Nasenbeutler (Rhynchomeles) \| \| \| \| \| \| Clara-Stachelnasenbeutler (E. clara) \| \| \| \| |
|  | |
|  | Stachelnasenbeutler (Echymipera)                                                                           |
|  | |
|  | Ceram-Nasenbeutler (Rhynchomeles)                                                                          |
|  | |
|  | Clara-Stachelnasenbeutler (E. clara)                                                                       |
|  | |

|  | Ceram-Nasenbeutler (Rhynchomeles)    |
|  |                                      |
|  | Clara-Stachelnasenbeutler (E. clara) |
|  |                                      |

|  | Langnasenbeutler (Perameles) |
|  |                              |
|  | Kurznasenbeutler (Isoodon)   |
|  |                              |

|  | Schweinsfuß-Nasenbeutler (Chaeropodidae) |
|  |                                          |
|  | Kaninchennasenbeutler (Thylacomyidae)    |
|  |                                          |

|  | \| \| Ceram-Nasenbeutler (Rhynchomeles) \| \| \| \| \| \| Clara-Stachelnasenbeutler (E. clara) \| \| \| \| |
|  | |
|  | Stachelnasenbeutler (Echymipera)                                                                           |
|  | |
|  | Ceram-Nasenbeutler (Rhynchomeles)                                                                          |
|  | |
|  | Clara-Stachelnasenbeutler (E. clara)                                                                       |
|  | |

|  | Ceram-Nasenbeutler (Rhynchomeles)    |
|  |                                      |
|  | Clara-Stachelnasenbeutler (E. clara) |
|  |                                      |

|  | \| \| Ceram-Nasenbeutler (Rhynchomeles) \| \| \| \| \| \| Clara-Stachelnasenbeutler (E. clara) \| \| \| \| |
|  | |
|  | Stachelnasenbeutler (Echymipera)                                                                           |
|  | |
|  | Ceram-Nasenbeutler (Rhynchomeles)                                                                          |
|  | |
|  | Clara-Stachelnasenbeutler (E. clara)                                                                       |
|  | |

|  | Ceram-Nasenbeutler (Rhynchomeles)    |
|  |                                      |
|  | Clara-Stachelnasenbeutler (E. clara) |
|  |                                      |

|  | \| \| Ceram-Nasenbeutler (Rhynchomeles) \| \| \| \| \| \| Clara-Stachelnasenbeutler (E. clara) \| \| \| \| |
|  | |
|  | Stachelnasenbeutler (Echymipera)                                                                           |
|  | |
|  | Ceram-Nasenbeutler (Rhynchomeles)                                                                          |
|  | |
|  | Clara-Stachelnasenbeutler (E. clara)                                                                       |
|  | |

|  | Ceram-Nasenbeutler (Rhynchomeles)    |
|  |                                      |
|  | Clara-Stachelnasenbeutler (E. clara) |
|  |                                      |

|  | \| \| Ceram-Nasenbeutler (Rhynchomeles) \| \| \| \| \| \| Clara-Stachelnasenbeutler (E. clara) \| \| \| \| |
|  | |
|  | Stachelnasenbeutler (Echymipera)                                                                           |
|  | |
|  | Ceram-Nasenbeutler (Rhynchomeles)                                                                          |
|  | |
|  | Clara-Stachelnasenbeutler (E. clara)                                                                       |
|  | |

|  | Ceram-Nasenbeutler (Rhynchomeles)    |
|  |                                      |
|  | Clara-Stachelnasenbeutler (E. clara) |
|  |                                      |

|  | Langnasenbeutler (Perameles) |
|  |                              |
|  | Kurznasenbeutler (Isoodon)   |
|  |                              |

|  | \| \| Ceram-Nasenbeutler (Rhynchomeles) \| \| \| \| \| \| Clara-Stachelnasenbeutler (E. clara) \| \| \| \| |
|  | |
|  | Stachelnasenbeutler (Echymipera)                                                                           |
|  | |
|  | Ceram-Nasenbeutler (Rhynchomeles)                                                                          |
|  | |
|  | Clara-Stachelnasenbeutler (E. clara)                                                                       |
|  | |

|  | Ceram-Nasenbeutler (Rhynchomeles)    |
|  |                                      |
|  | Clara-Stachelnasenbeutler (E. clara) |
|  |                                      |

|  | \| \| Ceram-Nasenbeutler (Rhynchomeles) \| \| \| \| \| \| Clara-Stachelnasenbeutler (E. clara) \| \| \| \| |
|  | |
|  | Stachelnasenbeutler (Echymipera)                                                                           |
|  | |
|  | Ceram-Nasenbeutler (Rhynchomeles)                                                                          |
|  | |
|  | Clara-Stachelnasenbeutler (E. clara)                                                                       |
|  | |

|  | Ceram-Nasenbeutler (Rhynchomeles)    |
|  |                                      |
|  | Clara-Stachelnasenbeutler (E. clara) |
|  |                                      |

|  | \| \| Ceram-Nasenbeutler (Rhynchomeles) \| \| \| \| \| \| Clara-Stachelnasenbeutler (E. clara) \| \| \| \| |
|  | |
|  | Stachelnasenbeutler (Echymipera)                                                                           |
|  | |
|  | Ceram-Nasenbeutler (Rhynchomeles)                                                                          |
|  | |
|  | Clara-Stachelnasenbeutler (E. clara)                                                                       |
|  | |

|  | Ceram-Nasenbeutler (Rhynchomeles)    |
|  |                                      |
|  | Clara-Stachelnasenbeutler (E. clara) |
|  |                                      |

|  | \| \| Ceram-Nasenbeutler (Rhynchomeles) \| \| \| \| \| \| Clara-Stachelnasenbeutler (E. clara) \| \| \| \| |
|  | |
|  | Stachelnasenbeutler (Echymipera)                                                                           |
|  | |
|  | Ceram-Nasenbeutler (Rhynchomeles)                                                                          |
|  | |
|  | Clara-Stachelnasenbeutler (E. clara)                                                                       |
|  | |

|  | Ceram-Nasenbeutler (Rhynchomeles)    |
|  |                                      |
|  | Clara-Stachelnasenbeutler (E. clara) |
|  |                                      |

|  | Langnasenbeutler (Perameles) |
|  |                              |
|  | Kurznasenbeutler (Isoodon)   |
|  |                              |

Alternativ dazu wurde im Jahr 2019 ein Kladogramm veröffentlicht, in dem die Schweinsfuß-Nasenbeutler als Schwestergruppe einer Klade von Kurznasenbeutlern, Langnasenbeutlern und Großen Neuguinea-Nasenbeutler tief innerhalb der übrigen Nasenbeutler stehen:
|  | Mausnasenbeutler (Microperoryctes)                                    |
|  |                                                                       |
|  | Stachelnasenbeutler (Echymipera) u. Ceram-Nasenbeutler (Rhynchomeles) |
|  |                                                                       |

|  | Kurznasenbeutler (Isoodon)                                                                                 |
|  | |
|  | \| \| Langnasenbeutler (Perameles) \| \| \| \| \| \| Große Neuguinea-Nasenbeutler (Peroryctes) \| \| \| \| |
|  | |
|  | Langnasenbeutler (Perameles)                                                                               |
|  | |
|  | Große Neuguinea-Nasenbeutler (Peroryctes)                                                                  |
|  | |

|  | Langnasenbeutler (Perameles)              |
|  |                                           |
|  | Große Neuguinea-Nasenbeutler (Peroryctes) |
|  |                                           |

|  | Kurznasenbeutler (Isoodon)                                                                                 |
|  | |
|  | \| \| Langnasenbeutler (Perameles) \| \| \| \| \| \| Große Neuguinea-Nasenbeutler (Peroryctes) \| \| \| \| |
|  | |
|  | Langnasenbeutler (Perameles)                                                                               |
|  | |
|  | Große Neuguinea-Nasenbeutler (Peroryctes)                                                                  |
|  | |

|  | Langnasenbeutler (Perameles)              |
|  |                                           |
|  | Große Neuguinea-Nasenbeutler (Peroryctes) |
|  |                                           |

|  | Mausnasenbeutler (Microperoryctes)                                    |
|  |                                                                       |
|  | Stachelnasenbeutler (Echymipera) u. Ceram-Nasenbeutler (Rhynchomeles) |
|  |                                                                       |

|  | Kurznasenbeutler (Isoodon)                                                                                 |
|  | |
|  | \| \| Langnasenbeutler (Perameles) \| \| \| \| \| \| Große Neuguinea-Nasenbeutler (Peroryctes) \| \| \| \| |
|  | |
|  | Langnasenbeutler (Perameles)                                                                               |
|  | |
|  | Große Neuguinea-Nasenbeutler (Peroryctes)                                                                  |
|  | |

|  | Langnasenbeutler (Perameles)              |
|  |                                           |
|  | Große Neuguinea-Nasenbeutler (Peroryctes) |
|  |                                           |

|  | Kurznasenbeutler (Isoodon)                                                                                 |
|  | |
|  | \| \| Langnasenbeutler (Perameles) \| \| \| \| \| \| Große Neuguinea-Nasenbeutler (Peroryctes) \| \| \| \| |
|  | |
|  | Langnasenbeutler (Perameles)                                                                               |
|  | |
|  | Große Neuguinea-Nasenbeutler (Peroryctes)                                                                  |
|  | |

|  | Langnasenbeutler (Perameles)              |
|  |                                           |
|  | Große Neuguinea-Nasenbeutler (Peroryctes) |
|  |                                           |

|  | Mausnasenbeutler (Microperoryctes)                                    |
|  |                                                                       |
|  | Stachelnasenbeutler (Echymipera) u. Ceram-Nasenbeutler (Rhynchomeles) |
|  |                                                                       |

|  | Kurznasenbeutler (Isoodon)                                                                                 |
|  | |
|  | \| \| Langnasenbeutler (Perameles) \| \| \| \| \| \| Große Neuguinea-Nasenbeutler (Peroryctes) \| \| \| \| |
|  | |
|  | Langnasenbeutler (Perameles)                                                                               |
|  | |
|  | Große Neuguinea-Nasenbeutler (Peroryctes)                                                                  |
|  | |

|  | Langnasenbeutler (Perameles)              |
|  |                                           |
|  | Große Neuguinea-Nasenbeutler (Peroryctes) |
|  |                                           |

|  | Kurznasenbeutler (Isoodon)                                                                                 |
|  | |
|  | \| \| Langnasenbeutler (Perameles) \| \| \| \| \| \| Große Neuguinea-Nasenbeutler (Peroryctes) \| \| \| \| |
|  | |
|  | Langnasenbeutler (Perameles)                                                                               |
|  | |
|  | Große Neuguinea-Nasenbeutler (Peroryctes)                                                                  |
|  | |

|  | Langnasenbeutler (Perameles)              |
|  |                                           |
|  | Große Neuguinea-Nasenbeutler (Peroryctes) |
|  |                                           |

|  | Mausnasenbeutler (Microperoryctes)                                    |
|  |                                                                       |
|  | Stachelnasenbeutler (Echymipera) u. Ceram-Nasenbeutler (Rhynchomeles) |
|  |                                                                       |

|  | Kurznasenbeutler (Isoodon)                                                                                 |
|  | |
|  | \| \| Langnasenbeutler (Perameles) \| \| \| \| \| \| Große Neuguinea-Nasenbeutler (Peroryctes) \| \| \| \| |
|  | |
|  | Langnasenbeutler (Perameles)                                                                               |
|  | |
|  | Große Neuguinea-Nasenbeutler (Peroryctes)                                                                  |
|  | |

|  | Langnasenbeutler (Perameles)              |
|  |                                           |
|  | Große Neuguinea-Nasenbeutler (Peroryctes) |
|  |                                           |

|  | Kurznasenbeutler (Isoodon)                                                                                 |
|  | |
|  | \| \| Langnasenbeutler (Perameles) \| \| \| \| \| \| Große Neuguinea-Nasenbeutler (Peroryctes) \| \| \| \| |
|  | |
|  | Langnasenbeutler (Perameles)                                                                               |
|  | |
|  | Große Neuguinea-Nasenbeutler (Peroryctes)                                                                  |
|  | |

|  | Langnasenbeutler (Perameles)              |
|  |                                           |
|  | Große Neuguinea-Nasenbeutler (Peroryctes) |
|  |                                           |

## Medien und Zoos
Ein Nasenbeutler namens Crash Bandicoot ist Held einer gleichnamigen Videospielreihe, die hauptsächlich für die Sony PlayStation, aber auch für andere Systeme erschienen ist. Crash Bandicoot galt einige Zeit als das inoffizielle Maskottchen der PlayStation.
In Deutschland wurden Nasenbeutler nur in Frankfurt und Stuttgart gepflegt. Der letzte deutsche Nasenbeutler verstarb 1973.